# Knots Landing
Knots Landing is een Amerikaanse dramaserie die tussen 27 december 1979 en 13 mei 1993 werd uitgezonden door CBS. De serie draaide om vier getrouwde stellen die samen in een wijk woonden aan de rotonde van een doodlopende straat in Californië. Net als in veel andere series draaide het in Knots Landing om ontvoeringen, moorden, intriges en drugssmokkel. Toen Knots Landing eindigde was het een van de langstlopende series die ooit op de Amerikaanse televisie te zien is geweest. Alleen Gunsmoke en Bonanza waren langer te zien.

## Geschiedenis
Knots Landing werd bedacht door David Jacobs, schrijver van vele series. Hij deed dit in samenwerking met producer Michael Filerman, die later Falcon Crest zou gaan produceren. De serie werd bedacht in 1977. CBS kocht Jacobs serie Dallas aan. De serie werd een groot succes. Knots Landing ging in 1979 van start, toen Dallas met zijn derde seizoen bezig was. Ondanks dat de serie een spin-off van Dallas was, werd de serie niet zo'n groot succes als Dallas, maar haalde wel mooie stabiele kijkcijfers.
Qua kijkcijfers behaalde de serie in de seizoenen 1983-1984 en 1984-1985 zijn grootste successen. In het seizoen 1983-1984 behaalde de serie de elfde plek in de lijst van bestbekeken series in Amerika. Een seizoen later wist de serie zelfs de negende plaats te behalen. Uiteindelijk begon Knots Landing steeds meer op een soapserie te lijken. 
Doch in het seizoen 1988-1989 steeg Knots Landing met de kijkcijfers boven Dallas, Dynasty en Falcon Crest uit. In mei 1991 viel het doek voor Dallas na veertien seizoenen. Knots Landing liep nog twee seizoenen langer door en stopte in mei 1993 met een dubble aflevering "Just Like Old Times", Joan van Ark en Donna Mills deden ook weer mee voor de final episode, meer dan 30 miljoen kijkers namen die avond in de USA afscheid van de serie.
In 1997 maakten bijna alle acteurs nog de miniserie Knots Landing: Back to the Cul-de-Sac.

## Ontstaan van het verhaal
Gary Ewing (Ted Shackelford) was de middelste zoon en het zwarte schaap van de familie Ewing in de populaire dramaserie Dallas. Zijn vader Jock (Jim Davis) en JR (Larry Hagman) zagen Gary nooit als een van hen. Op zijn zeventiende werd Gary verliefd op de twee jaar jongere Valene Clements (Joan van Ark), met wie hij trouwde. Gary verliet de Southfork Ranch en later Valene ook. Valene werd na de geboorte van dochter Lucy weggejaagd door JR. Na jaren geen contact meer te hebben gehad komen Lucy en Valene weer met elkaar in contact.
Valene en Lucy leggen contact met Gary, die graag weer een nieuw leven met hen wil opbouwen. JR is niet blij met de relatie van Lucy met haar ouders. Miss Ellie biedt Gary een huis in Californië aan en Gary hapt toe omdat hij een hekel heeft aan de Southfork Ranch, vanwege zijn vader en zijn broer.

## Rolverdeling

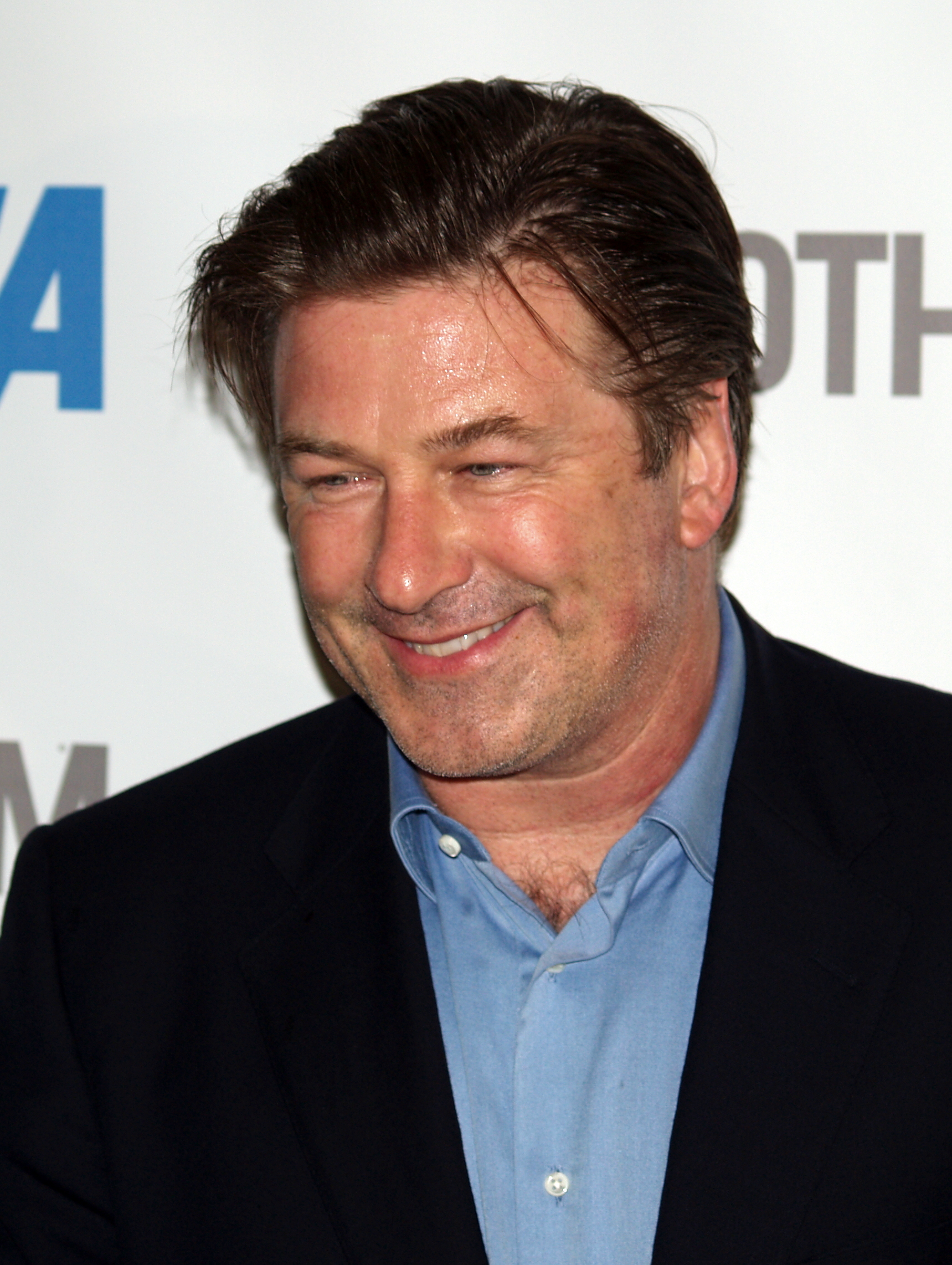
Alec Baldwin speelde de rol van Joshua Rush (1984-1985)

De spelers tijdens het laatste seizoen, seizoen veertien (1992-1993)
| Acteur/actrice     | Personage         | Status    |
| ------------------ | ----------------- | --------- |
| Michele Lee        | Karen MacKenzie   | 1979-1993 |
| Ted Shackelford    | Gary Ewing        | 1979-1993 |
| Kevin Dobson       | Patrick MacKenzie | 1982-1993 |
| William Devane     | Gregory Summer    | 1983-1993 |
| Nicolette Sheridan | Paige Matheson    | 1986-1993 |
| Michelle Phillips  | Anne Matheson     | 1987-1993 |
| Stacy Gelina       | Kate Whittaker    | 1990-1993 |
| Kathleen Noone     | Claudia Whittaker | 1990-1993 |

### Oorspronkelijke acteurs
De spelers tijdens het eerste seizoen (1979-1980)
| Acteur/actrice     | Personage       | Status                 |
| ------------------ | --------------- | ---------------------- |
| Michele Lee        | Karen MacKenzie | 1979-1993              |
| Ted Shackelford    | Gary Ewing      | 1979-1993              |
| Joan van Ark       | Valene Clements | 1979-1993              |
| Constance McCashin | Laura Avery     | 1979-1987              |
| John Pleshette     | Richard Avery   | 1979-1983, 1987 (gast) |
| James Houghton     | Kenny Ward      | 1979-1983              |
| Kim Lankford       | Gingy Ward      | 1979-1983              |
| Don Murray         | Sid Fairgate    | 1979-1981              |

## Achter de schermen

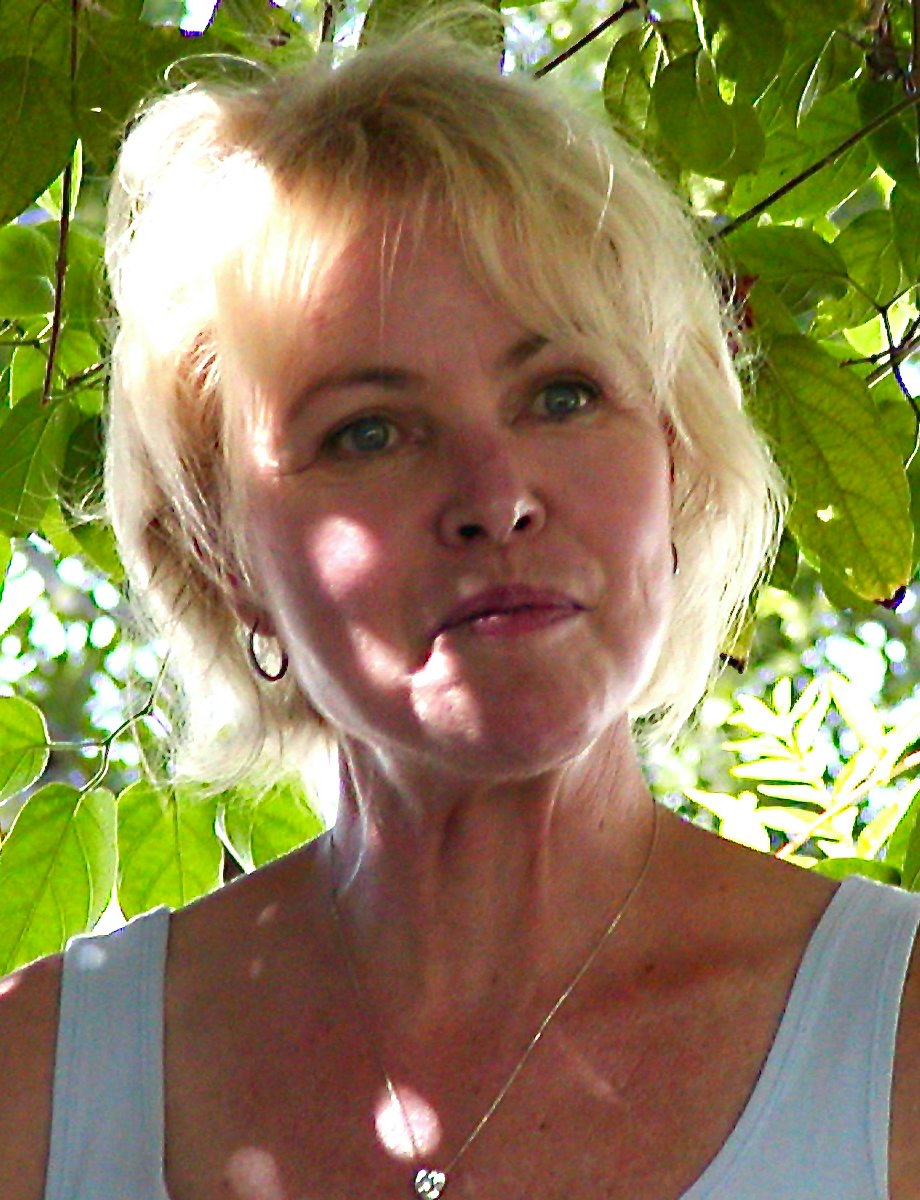
Michelle Phillips speelde de rol van Anne Matheson (1987-1993)

De acteurs van Knots Landing mochten zich veel meer bemoeien met de verhaallijnen dan acteurs in andere televisieseries. In 1987 schreven de schrijvers een heftige affaire tussen Patrick MacKenzie (Kevin Dobson) en Anne Matheson (Michelle Phillips). Actrice Michele Lee, die de rol van Patricks vrouw Karen speelde, protesteerde hiertegen. Lee vond dat er één stabiel koppel in de serie moest zijn. De schrijvers gaven Lee gelijk, waardoor de actrice achter Anne, Michelle Phillips, de serie moest verlaten. Ze keerde terug in de serie in 1990. Acteur William Devane, de man achter Gregory Summer, gaf vaak een eigen draai aan zijn teksten. Michele Lee heeft ooit laten weten dat veel mensen met hem konden vechten als ze dat zouden willen.
De verhaallijnen rondom Valene, Gary en Abby werden gedeeltelijk bedacht door acteur Ted Shackelford en actrice Joan van Ark. Ze kwamen met het idee in 1980. De schrijvers pikten hun idee pas in 1982 op. Een van de bekendste verhaallijnen rondom dit drietal is de ontvoering van Valenes baby in 1984. De schrijvers waren van plan om Abby voor de kidnapping op te laten draaien, maar actrice Donna Mills weigerde. Mills accepteerde dat veel dingen van haar karakter vreemd waren, maar dit vond ze te ver gaan voor haar karakter. De schrijvers besloten Mills haar zin te geven; op het scherm was te zien dat Abby per ongeluk de baby ontvoerde.
De hoofdschrijvers van de serie in de periode 1986-1991 waren Bernard Lechowick en Lynn Marie Latham. De twee waren omstreden bij zowel de acteurs als de fans. Hun grappige manier van schrijven maakte hen populair bij actrice Michele Lee, terwijl acteur John Pleshette vond dat ze verschrikkelijke mensen waren. Niet alleen Pleshette was tegen hen, ook actrice Joan van Ark – die de rol van Valene speelde – kon moeilijk omgaan met de verhaallijnen die er werden geschreven. In het twaalfde seizoen lieten de schrijvers Valene helemaal doordraaien. Van Ark had het idee dat ze een idioot speelde. De favoriete schrijver van actrices Joan van Ark en Donna Mills was Peter Dunne, die ervoor zorgde dat Knots Landing in 1984-1985 grote successen behaalde.
In 1987 maakte CBS bekend dat de serie te veel kostte en dat er bezuinigd moest worden. Dit betekende het ontslag van actrices Constance McCashin en Julie Harris. Tijdens het dertiende seizoen (1991-1992) behaalde de serie slechtere resultaten dan voorheen. De gezondheid van bedenker David Jacobs ging achteruit. Jacobs wist dat de serie in moeilijkheden was gekomen. Tegen het einde van 1991 nam Jacobs een belangrijke maatregel. Hij ontsloeg schrijver John Ramono en verving hem voor Ann Marcus. Door dat er financieel minder te besteden was, was dit goed te zien bij de kijkers. Het laatste seizoen had hieronder erg te lijden. Het aantal afleveringen werd teruggebracht naar slechts 19, terwijl in eerder tijden er 30 werden gemaakt. Opvallend was dat niet alle hoofdpersonen in de afleveringen aan bod kwamen.

## Kijkcijfers
Veertien seizoenen lang werd de serie op dinsdag om tien uur uitgezonden.
| Seizoen | Première          | Slot          | Afleveringen | Positie kijkcijferlijst | Aantal kijkers (in miljoenen) |
| ------- | ----------------- | ------------- | ------------ | ----------------------- | ----------------------------- |
| 1       | 27 december 1979  | 27 maart 1980 | 13           | 32                      | 15,2                          |
| 2       | 20 november 1980  | 26 maart 1981 | 18           | 28                      | 15,1                          |
| 3       | 12 november 1981  | 6 mei 1982    | 22           | 43                      | 13,5                          |
| 4       | 30 september 1982 | 10 maart 1983 | 22           | 20                      | 15,4                          |
| 5       | 9 september 1983  | 29 maart 1984 | 25           | 11                      | 17,4                          |
| 6       | 20 september 1984 | 16 mei 1985   | 30           | 9                       | 16,9                          |
| 7       | 19 september 1985 | 18 mei 1986   | 30           | 17                      | 16,7                          |
| 8       | 18 september 1986 | 7 mei 1987    | 30           | 26                      | 14,6                          |
| 9       | 24 september 1987 | 12 mei 1988   | 29           | 31                      | 13,9                          |
| 10      | 27 oktober 1988   | 18 mei 1989   | 28           | 27                      | 14,5                          |
| 11      | 23 september 1989 | 11 mei 1990   | 29           | 33                      | 14,3                          |
| 12      | 13 september 1990 | 16 mei 1991   | 27           | 32                      | 14,5                          |
| 13      | 12 september 1991 | 9 april 1992  | 22           | 37                      | 13,7                          |
| 14      | 29 oktober 1992   | 13 mei 1993   | 19           | 32                      | 12,0                          |